# Bajus
Bajus és un municipi francès situat al departament del Pas de Calais i a la regió dels Alts de França. L'any 2007 tenia 296 habitants.

## Demografia

### Població
El 2007 la població de fet de Bajus era de 296 persones. Hi havia 108 famílies de les quals 20 eren unipersonals (8 homes vivint sols i 12 dones vivint soles), 32 parelles sense fills, 44 parelles amb fills i 12 famílies monoparentals amb fills.
La població ha evolucionat segons el següent gràfic:
Habitants censats

### Habitatges
El 2007 hi havia 126 habitatges, 112 eren l'habitatge principal de la família, 4 eren segones residències i 10 estaven desocupats. Tots els 122 habitatges eren cases. Dels 112 habitatges principals, 102 estaven ocupats pels seus propietaris, 8 estaven llogats i ocupats pels llogaters i 2 estaven cedits a títol gratuït; 8 tenien tres cambres, 39 en tenien quatre i 65 en tenien cinc o més. 89 habitatges disposaven pel capbaix d'una plaça de pàrquing. A 32 habitatges hi havia un automòbil i a 66 n'hi havia dos o més.

### Piràmide de població
La piràmide de població per edats i sexe el 2009 era:
| Homes | Edats   | Dones |
| ----- | ------- | ----- |
| 0     | 95 o +  | 0     |
| 4     | 90 a 94 | 0     |
| 0     | 85 a 89 | 4     |
| 0     | 80 a 84 | 4     |
| 4     | 75 a 79 | 0     |
| 0     | 70 a 74 | 8     |
| 4     | 65 a 69 | 8     |
| 8     | 60 a 64 | 8     |
| 0     | 55 a 59 | 8     |
| 12    | 50 a 54 | 12    |
| 16    | 45 a 49 | 8     |
| 8     | 40 a 44 | 12    |
| 12    | 35 a 39 | 4     |
| 8     | 30 a 34 | 16    |
| 20    | 25 a 29 | 8     |
| 4     | 20 a 24 | 16    |
| 8     | 15 a 19 | 12    |
| 4     | 10 a 14 | 4     |
| 16    | 5 a 9   | 0     |
| 8     | 0 a 4   | 8     |

## Economia
El 2007 la població en edat de treballar era de 195 persones, 139 eren actives i 56 eren inactives. De les 139 persones actives 131 estaven ocupades (69 homes i 62 dones) i 8 estaven aturades (6 homes i 2 dones). De les 56 persones inactives 14 estaven jubilades, 19 estaven estudiant i 23 estaven classificades com a «altres inactius».

### Ingressos
El 2009 a Bajus hi havia 120 unitats fiscals que integraven 343 persones, la mediana anual d'ingressos fiscals per persona era de 18.443 €.

### Activitats econòmiques
Dels 2 establiments que hi havia el 2007, 1 era d'una empresa de comerç i reparació d'automòbils i 1 d'una empresa d'informació i comunicació.
L'any 2000 a Bajus hi havia 3 explotacions agrícoles.

## Equipaments sanitaris i escolars
El 2009 hi havia una escola elemental.

## Poblacions més properes
El següent diagrama mostra les poblacions més properes.